# František Petrášek (podnikatel)
František Petrášek (1877 Netřebice u Nymburka – 1932 Hradec Králové) byl český podnikatel a průmyslník, majitel závodu na výrobu automobilů v Trutnově, a posléze v Kuklenách, pozdějšího předměstí Hradce Králové. V letech 1906 až 1914 vyrobila jím vlastněná firma Perfekt zhruba 20 automobilů typu voiturette, posléze se přesunula do Kuklen, kde pokračovala jako Továrna automobilů Start.

## Život

### Mládí
Narodil se v Netřebicích nedaleko Nymburka. Vyučil se strojním zámečníkem, posléze odešel za prací do Trutnova, kde si otevřel zámečnickou dílnu. Ta okolo roku 1905 zaměstnávala na 30 dělníků a patřila k jedné ze dvou továren českých vlastníků ve městě. Zabývala se mimo jiné výrobou mechanických orchestrionů.

### Továrna Automobilů Perfect

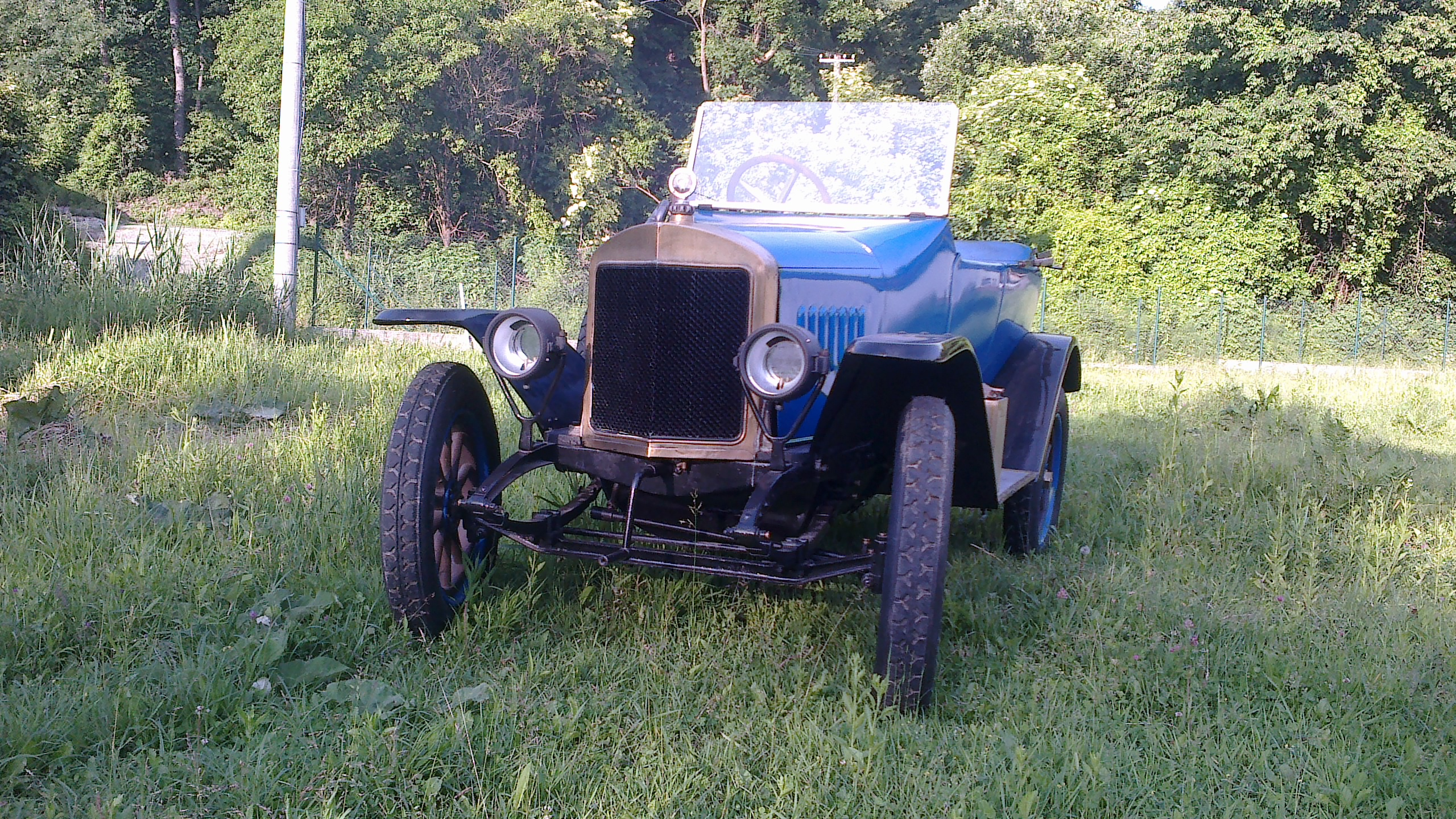
Start B 1921

V roce 1906 přejmenoval společnost na František Petrášek, Strojírna a Továrna Automobilů a rozhodl se začít s výrobou automobilů. Do roku 1908 postavil první vůz typu voiturette, lehký dvoumístný automobil. Název značky byl, alespoň od druhého modelu, Perfect. V roce 1909 se Petrášek spojil s královéhradeckým podnikatelem Aloisem Nejedlým, výroba byla přesunuta do Kuklen u Hradce a došlo ke změně názvu formy na František Petrášek, Královéhradecká Továrna Automobilů Perfect. Přesun byl motivován rovněž protičeskými výtržnostmi v převážně německém městě roku 1908, při kterém dav rozbil okna továrny. V roce 1910 měla společnost 30 zaměstnanců. Po pozdějších neshodách Petráška a Nejedlého založil Nejedlý v rámci svého koželužského závodu automobilku K.A.N.. Výroba strojů Perfect byla ukončena v roce 1914, z důvodu finančních problémů a propukající první světové války.

### Továrna motorových automatů Start
Po vzniku Československa založil Petrášek spolu s Vojmírem Věchetem v roce 1919 v Kuklenách společnost Petrášek a Věchet, Továrna motorových automatů  a navázali na předválečnou produkci a vývoj automobilů. Značka vozů mělo znít PAV nebo Petrá, ale první vůz firmy byl poprvé představen na pražském autosalonu v roce 1921 pod značkou Start. V roce 1922, se změnou právní formy, firma změnila název na František Petrášek a spol. a přesídlila do Hradce Králové. Od roku 1924 se název změnil na Ing. Fr. Petrášek, Továrna automobilů Start. Výroba automobilů skončila v roce 1931. V roce 1932 bylo v Československu registrováno 158 osobních a 24 užitkových vozidel značky Start.

### Úmrtí
František Petrášek zemřel roku 1932 v Hradci Králové ve věku 55 let.

### Po smrti
Továrnu převzal Petráškův syn, závod fungoval po roce 1931 fungoval již jen jako opravárenský až do znárodnění roku 1945.